# Catedrala Mitropolitană „Nașterea Domnului” din Chișinău
Catedrala Mitropolitană „Nașterea Domnului” este o catedrală ortodoxă din Chișinău ce se află în apropierea pieței Marii Adunări Naționale și aparține Bisericii Ortodoxe din Moldova. Clădirea catedralei este un monument de arhitectură de însemnătate națională, introdus în Registrul monumentelor de istorie și cultură a municipiului Chișinău la inițiativa Academiei de Științe. Primul post de radio din Chișinău, Radio Basarabia, a fost inaugurat oficial prin transmiterea liturghiei de la Catedrala Mitropolitană pe 8 octombrie 1939.

## Istoric
Inițiativa înălțării Catedralei îi aparține mitropolitului Gavriil Bănulescu-Bodoni (1812–1821), locul amplasării sale fiind indicat în primul plan urbanistic al Chișinăului din 1817. Construcția s-a realizat pe timpul succesorului său, între anii 1832–1836 de către arhiepiscopul Dumitru Sulima (1821–1844). Este construită din piatră și cărămidă, cu trei altare: central – Nașterea Domnului, laterale (închinate inițial): cel sudic – Sf. Alexandru Nevski, cel nordic – Sf. Nicolai Mirlikysky. Astăzi cele două altare laterale sunt închinate binecredinciosului voievod Ștefan cel Mare și Acoperământul Maicii Domnului, sărbătoare la care orașul Chișinău își aniversează hramul – 14 octombrie. Arhitectul locașului sfânt este Avraam Melnikov, maestru al stilului empir rus.
Ansamblul catedralei este alcătuit din: biserică sau catedrala propriu-zisă, o clopotniță cu patru niveluri și de Porțile Sfinte. Lucrările edilitare scot în evidență preocuparea pentru crearea centrului urban, iar un rol deosebit în compoziția sa arhitectural-spațială trebuia să-l joace catedrala orașului. În planul din 1817, în centrul orașului era deja indicată amplasarea catedralei, cu un plan cruciform.

## Arhitectură

### Catedrala
Arhitectura este în stil neoclasic târziu, numit și empir, cu folosirea pentru coloane a formelor elene antice. A fost construită în stil eclectic, o combinare a planului bizantin cruce greacă înscrisă cu principiile renascentiste de tip central. Are o compoziție simetrică, în plan reprezentînd un pătrat cu latura de 27 m, prin alipirea la corpul cubic a patru porticuri a câte șase coloane dorice, fiind obținut un plan cruciform, cu fațadele soluționate identic. 
Cupola, surmontată de un tambur cilindric, este susținută de patru piloni pătrați în secțiune, care preiau greutatea prin intermediul a patru arce dublouri și a patru pendantivi. Învelitoarea cupolei parabolice, cu coastele radiare, era din tablă de fier. Prin tamburul larg, de 13 m lărgime, cu 12 ferestre, interiorul este inundat de lumină. Suprafețele interioare ale pereților și bolților au fost pictate cu subiecte biblice și evanghelice. Părțile tencuite sugerau impresia dalelor din marmură.
Catedrala a suferit în timpul celui de al doilea război mondial, turla și cupola, interioarele fiind reconstruite cu abateri de la formele inițiale.

### Clopotnița
A fost construită concomitent cu catedrala, amplasată la 40 m distanță de ea, simetric cu catedrala și față de centrul geometric al cartierului catedralei. Are patru niveluri, trei prismatice, cu latura în retragere succesivă, iar al patrulea sub forma unui foișor circular în plan, pentru camera clopotelor, acoperit cu o cupolă. La primul nivel se afla o capelă, intrarea în care avea loc printr-un portic cu două coloane, amplasat în latura sudică. Porticuri identice împodobeau fiecare fațadă a clopotniței, realizându-se o repetare, la o scară micșorată a compoziției catedralei, armonizând cu aceasta și prin forma cupolelor. A fost demolată în anii ’60 ai secolului al XX-lea și reconstruită în 1998 după imaginile de epocă.

### Porțile Sfinte
Pentru cel mai mare clopot, ferestrele camerei clopotelor s-au dovedit a fi prea mici. Pentru a găzdui clopotul mare s-a luat decizia de a fi construită o clopotniță specială, autorul acesteia fiind arhitectul Luca Zaușkevici, în care a fost comasată funcția de clopotniță cu cea a porții de intrare. Clopotnița-poartă a obținut forma Arcului de triumf, amplasat la intrarea pe teritoriul scuarului catedralei din direcția Mitropoliei (distrusă în anii războiului).
Este o construcție în spiritul stilului empire, particularitatea arcului din Chișinău rezidă în soluționarea trecerii în patru direcții, obținând patru fațade identice, cu patru piloni. În plan este pătrată, cu pilonii de la colțuri împodobiți pe două fațade exterioare cu câte o pereche de coloane corintice. Partea superioară este un atic, care se sprijină pe acești patru piloni, care corespunde camerei clopotelor, unde atârnă clopotul greu de 400 puduri.

## Galerie

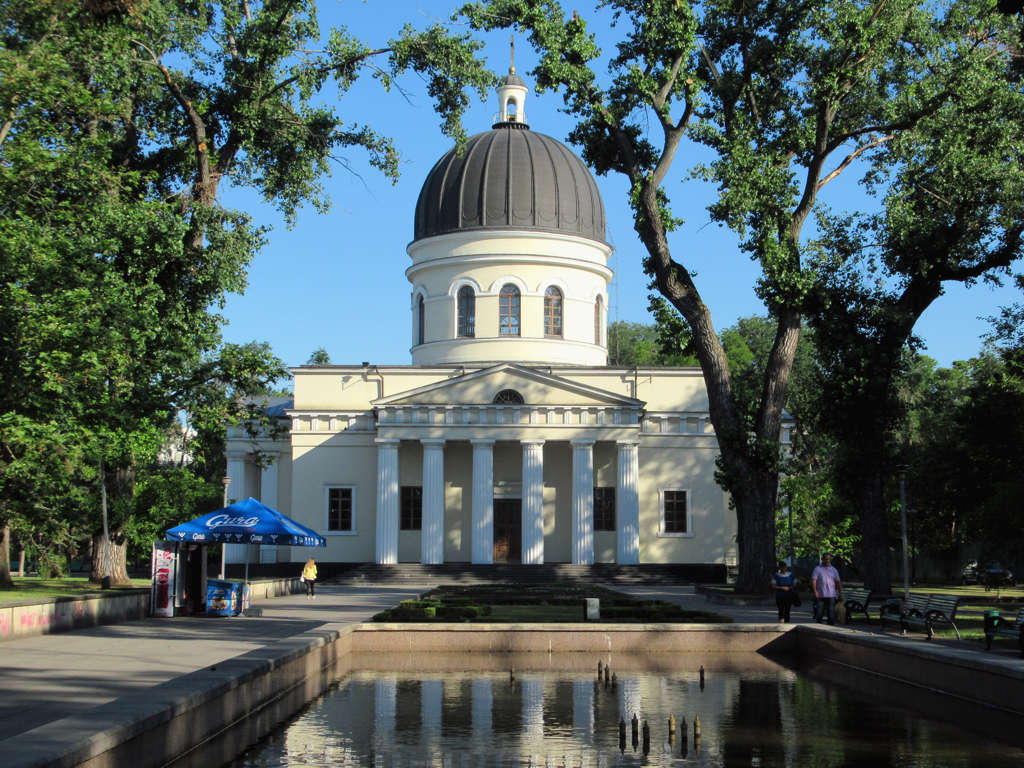
Catedrala văzută dinspre str. Aleksandr Pușkin.
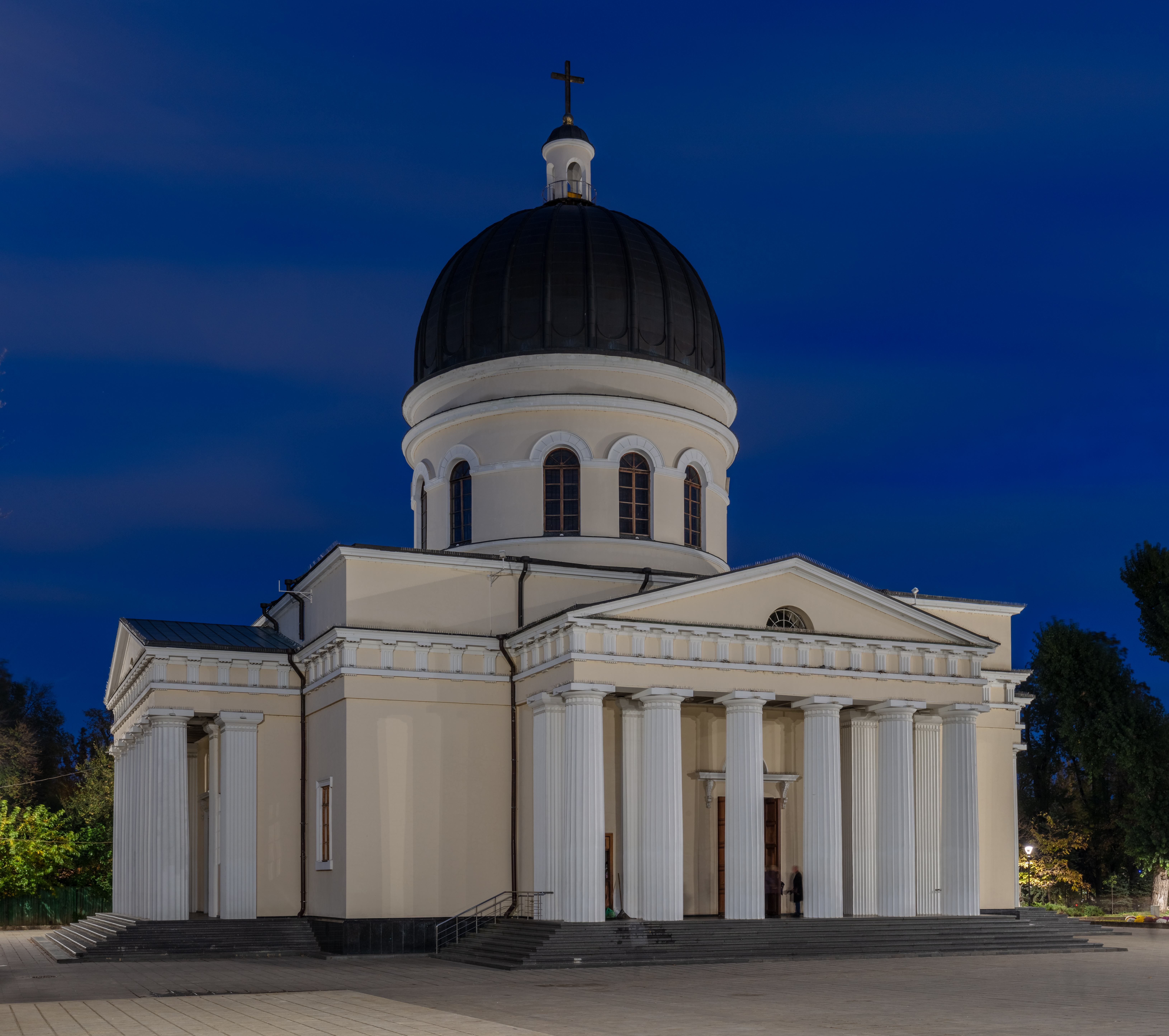
Pe timp de noapte
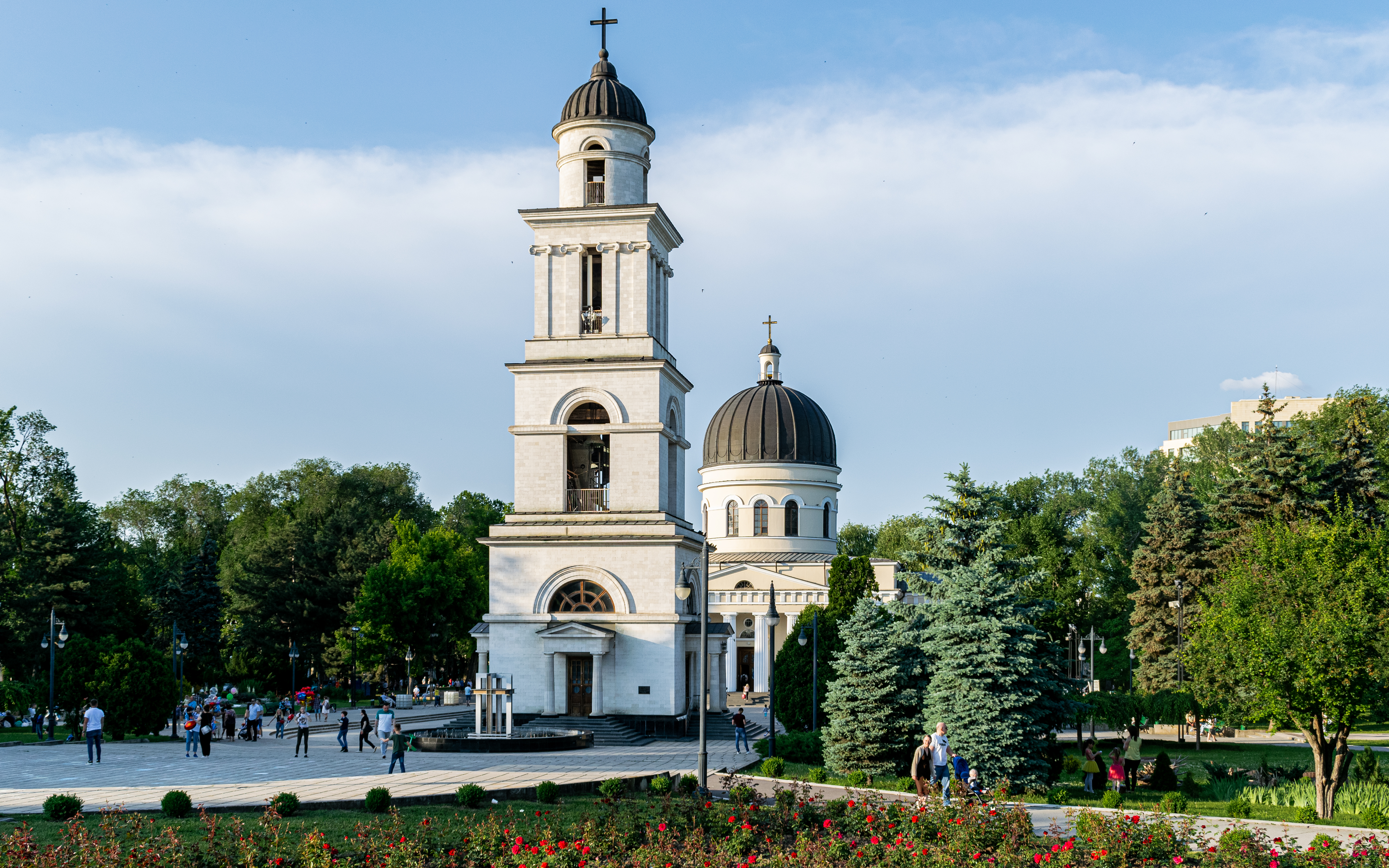
Clopotnița catedralei Nașterea Domnului
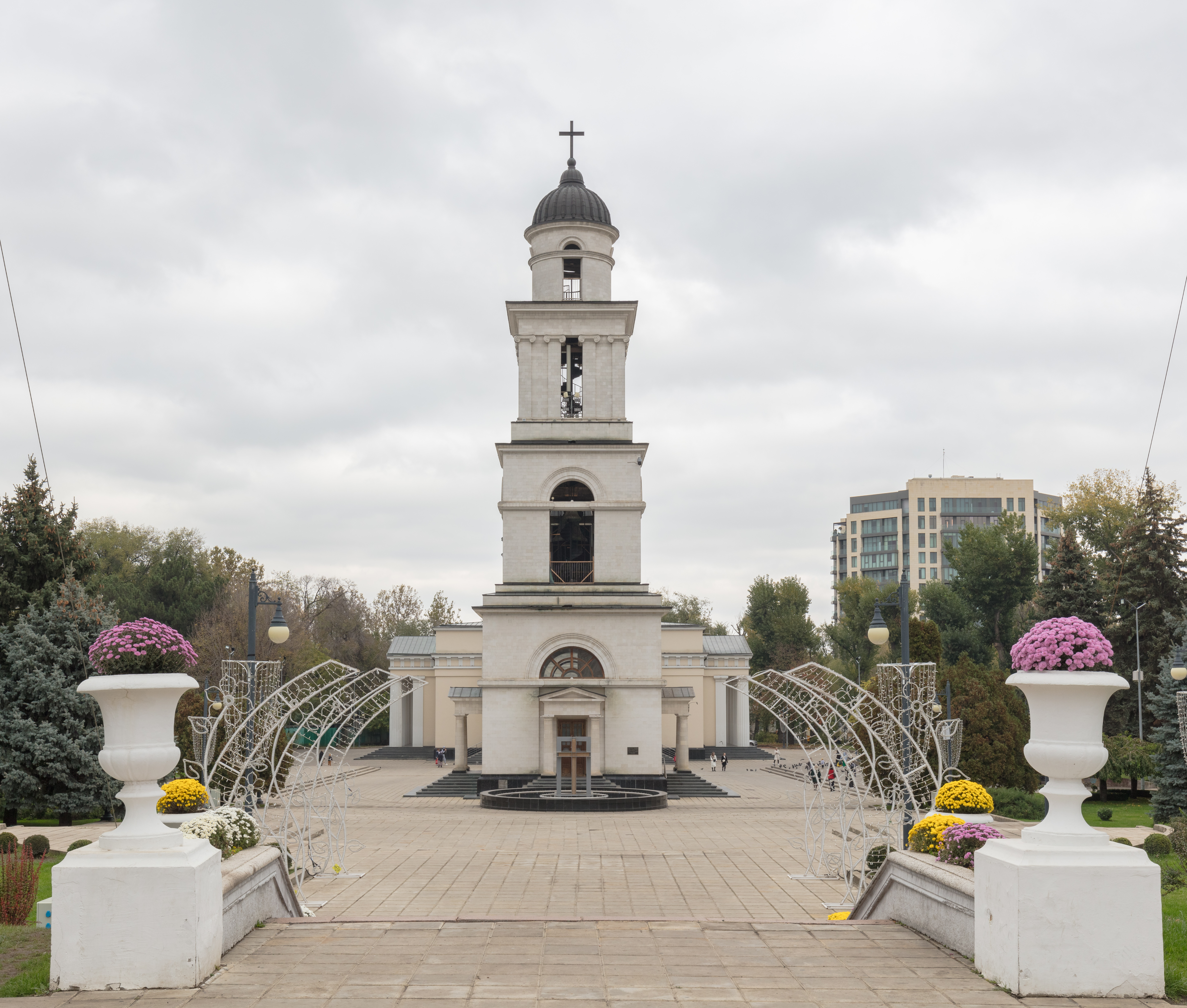
Clopotnița în prim plan
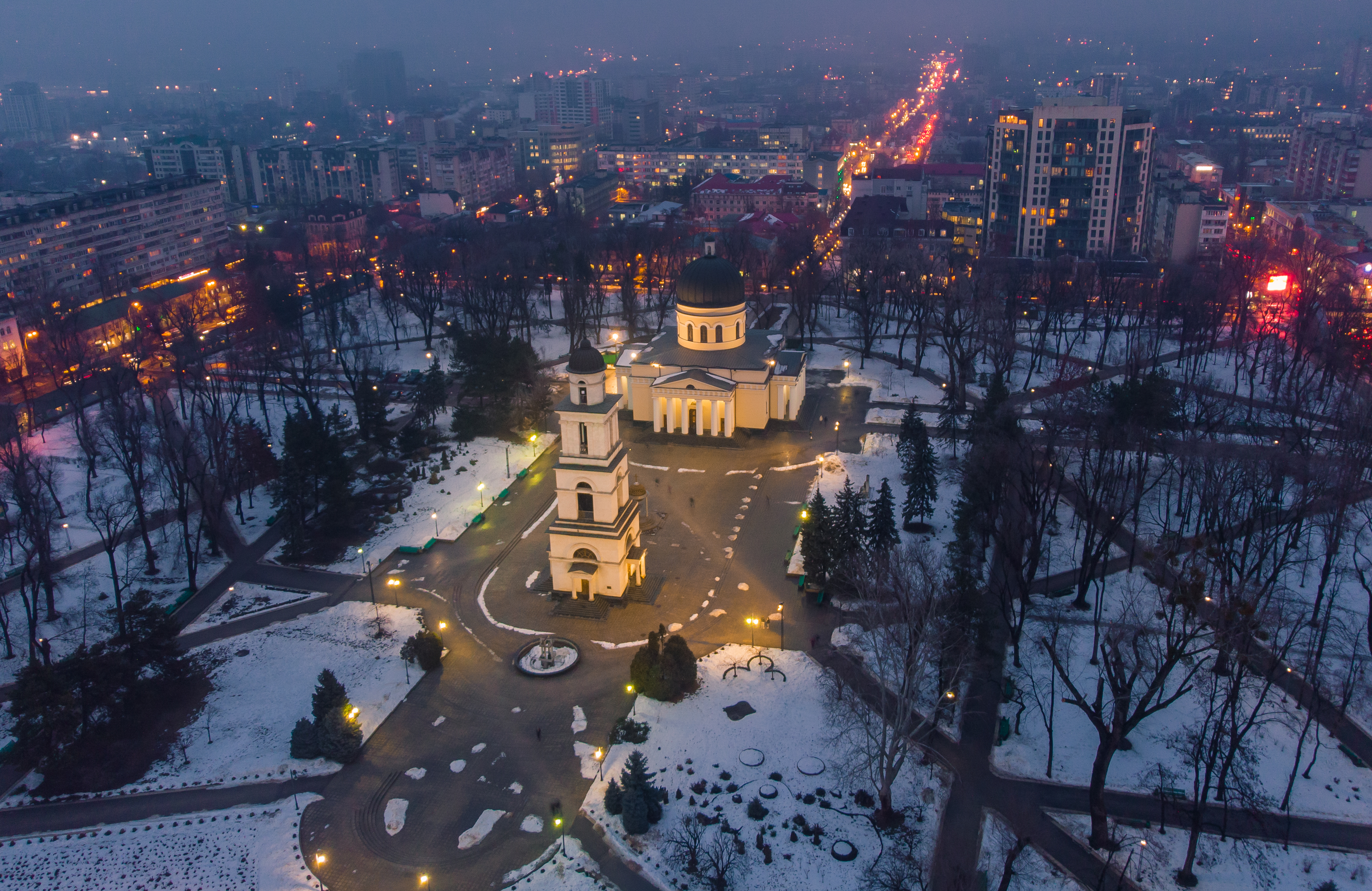
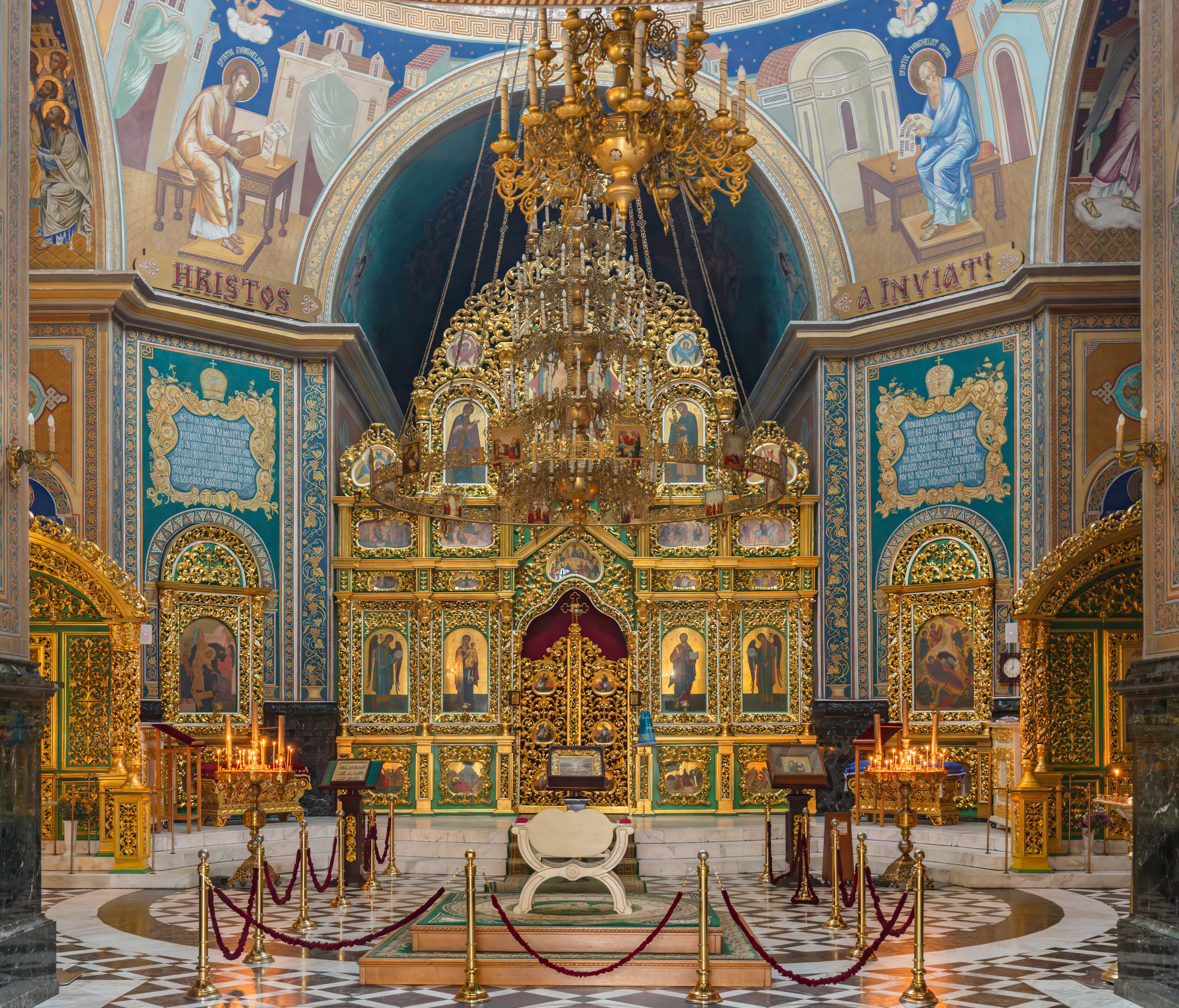
Interior

Vedere de ansamblu

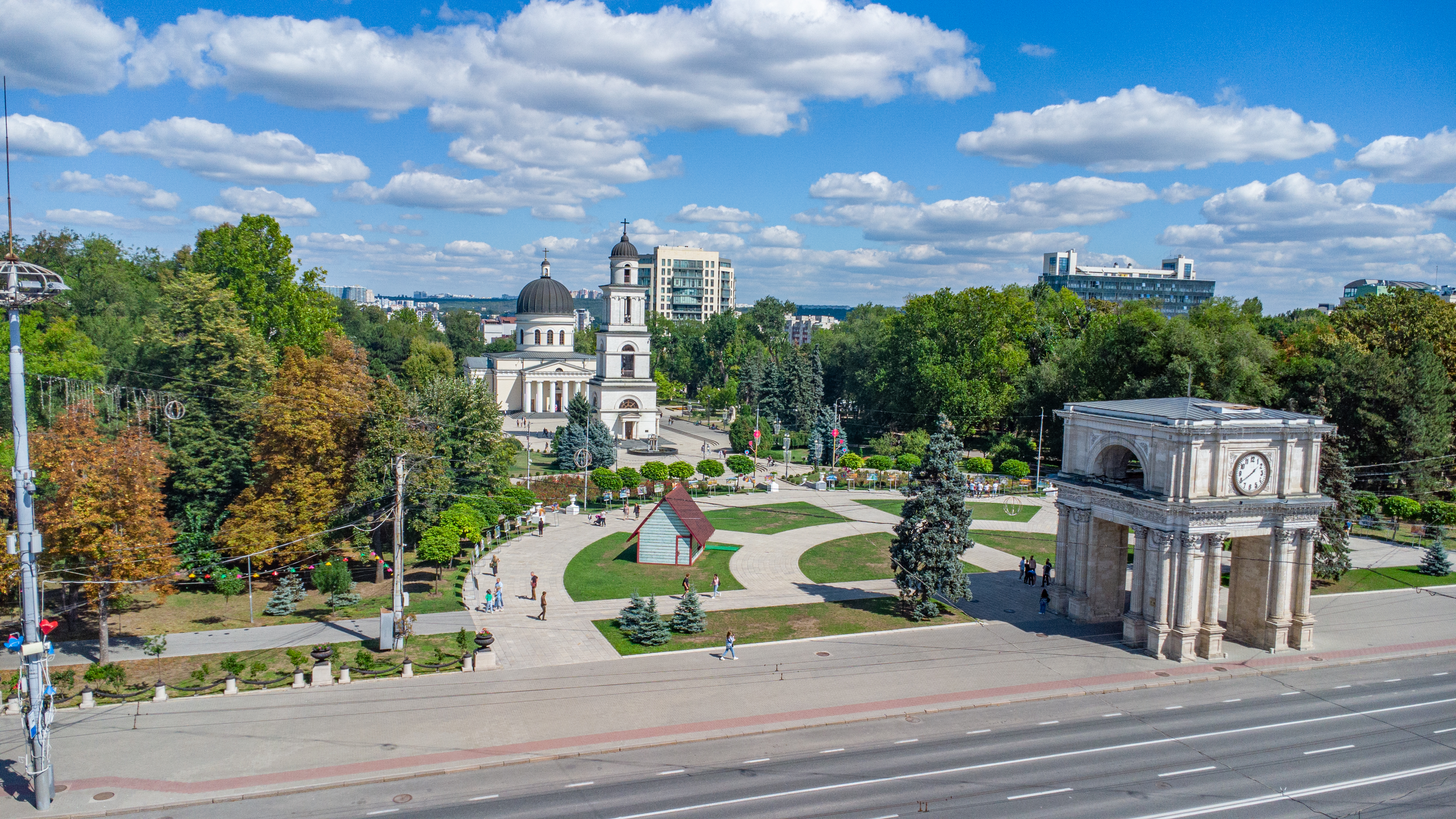
Ansamblul Catedralei
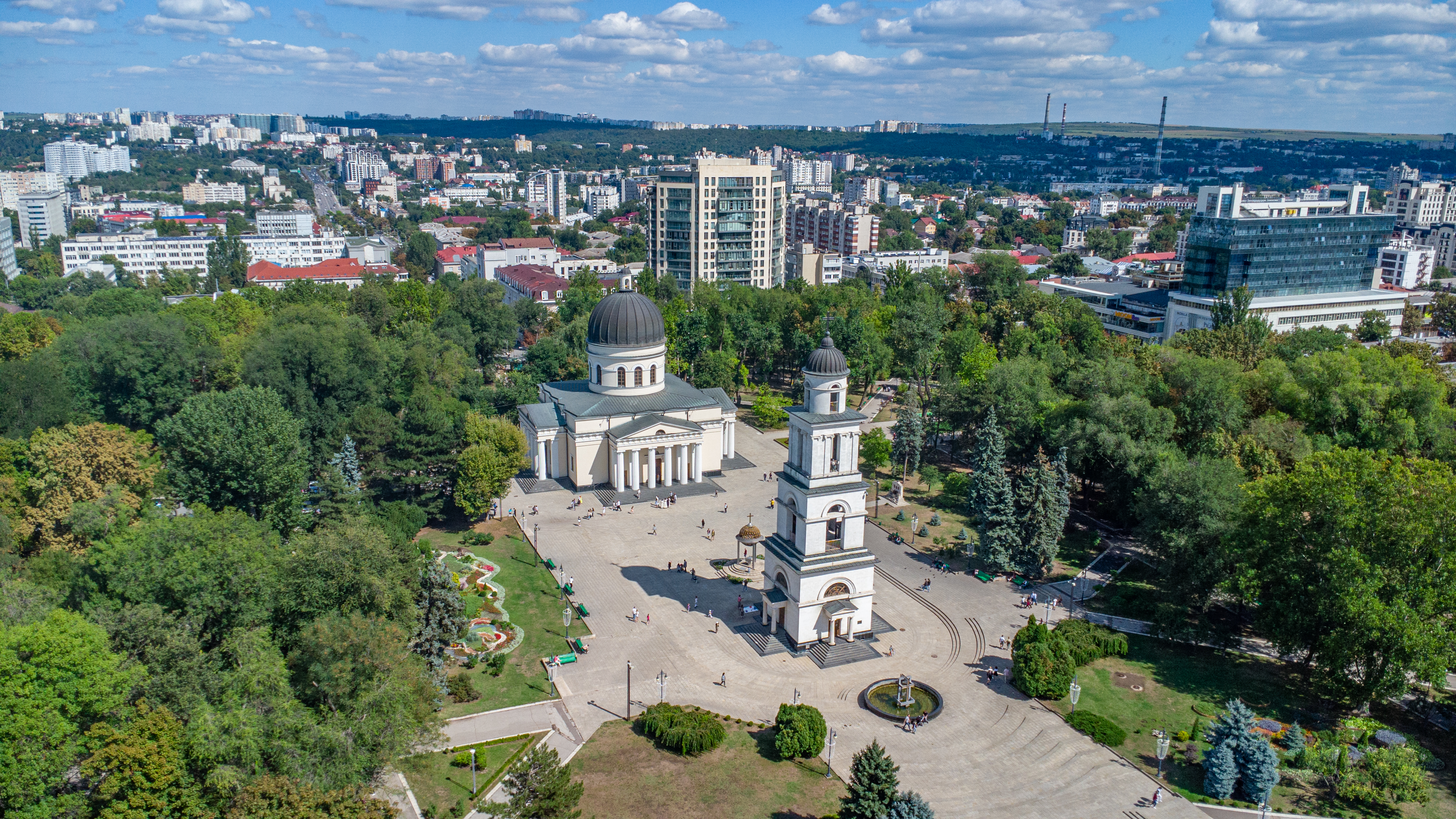
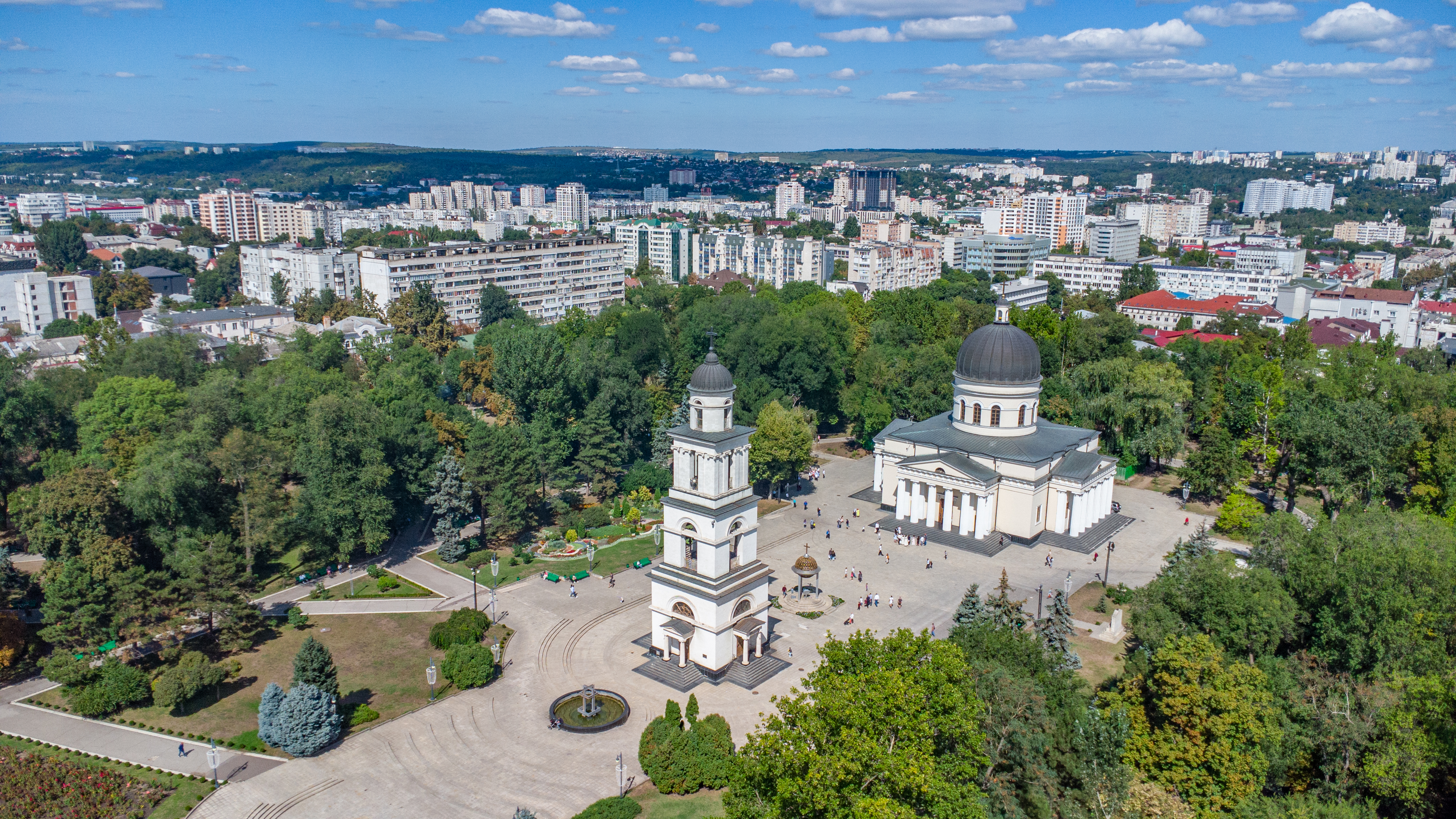
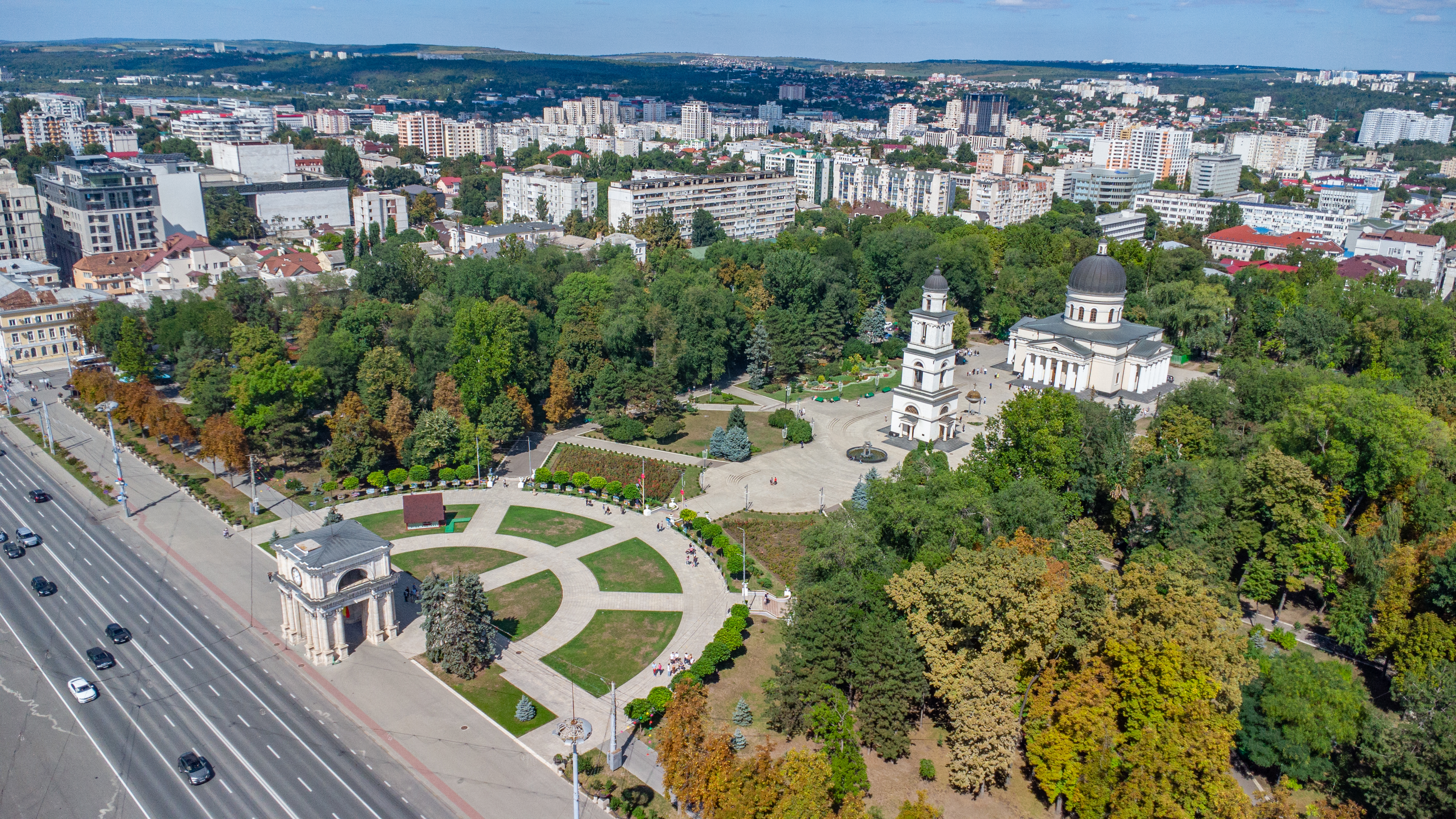